# Union Pacific (Film)
Union Pacific (Alternativtitel: Die Frau gehört mir) ist ein US-amerikanisches Westernepos aus dem Jahr 1939, den Regisseur Cecil B. DeMille nach dem 1937 erschienenen Roman Trouble Shooter von Ernest Haycox für das Filmstudio Paramount Pictures drehte. Union Pacific wurde 2002 rückwirkend mit der Goldene Palme des Jahres 1939 ausgezeichnet.

## Handlung
Zwischen den Eisenbahngesellschaften Union Pacific und Central Pacific kommt es zu einem Wettstreit im Streckenbau. Zielort ist die Stadt Ogden in Utah, welche jede der beiden Gesellschaften als Erste erreichen möchte. Bankdirektor Asa Barrows will durch Unterstützung der Central Pacific seinen Reichtum mehren. Er heuert den Abenteurer Sid Campeau an, damit er die Arbeiten der Union Pacific sabotiert.
Drei Jahre später schickt die Union Pacific die erste Lok auf die Schienen, die vom Lokomotivführer Monahan geführt wird. Jeff Butler soll dabei für Ordnung und Sicherheit auf der Strecke sorgen, Hilfe erhält er von Fiesta und Leach. Probleme machen besonders Spiel- und Trunksucht der Arbeiter, was von Campeau und dessen Partner Dick Allen, der Jeff aus seiner Zeit bei der Armee kennt, in die Wege geleitet wurde. Zudem werden die Arbeiten ständig von Indianerüberfällen unterbrochen. Dick und Jeff sind nicht nur Gegner am Schienenstrang. Beide fühlen sich zu Monahans Tochter Mollie hingezogen.
Campeau versucht, die Arbeiter wegen zu spät gezahlter Löhne aufzuwiegeln. Barrows wird von General Ulysses S. Grant gezwungen, Lohngelder für die Arbeiter der Union Pacific bereitzustellen. Der Bankdirektor heckt den Plan aus, das geliehene Geld durch einen Diebstahl des Geldsacks wiederzubekommen. Campeau beauftragt Dick mit dem Überfall. Tatsächlich gelingt es Dick, den Geldsack aus dem Zug zu stehlen, er wird aber schon bald von Jeff verfolgt. Dick versteckt den Sack in Mollies Postwagen. Als er zurückkehren will, ist er von Jeff eingeholt worden. Nun erscheinen auch die Männer von. Mollie akzeptiert die Verlobung mit Dick, um Jeff einen freien Abzug zu verschaffen.
Jeff sucht mit einigen Männern Campeaus Saloon auf. Er kann Campeau ein Geständnis abringen und lässt dann dessen Lokal zerstören. Danach geht Jeff zur Kirche, um Dick noch vor der Hochzeit mit Mollie wegen des Raubes zu verhaften. Jeff kommt allerdings zu spät. Mollie verhilft ihrem neuen Ehemann zur Flucht und wird von der Eisenbahngesellschaft gefeuert. Am nächsten Tag trifft Dick im fahrenden Versorgungszug auf Mollie, um mit ihr zu fliehen. Doch ein Überfall der Indianer verhindert dies. Den Angriff überleben nur Jeff, Mollie und Dick, alle anderen Arbeiter sind tot, der Zug vom Gleis gestürzt. Die drei Überlebenden können per Telegraf in Cheyenne um Hilfe bitten. Die Indianer greifen unterdessen immer weiter an, während die Armee eine Einheit zur Rettung schickt. Bei dem Kampf wird Mollie angeschossen. Jeff lässt bei der Ankunft der Armee Dick entkommen, der Jeff daraufhin Barrows als Urheber der Sabotagen nennt. Er verspricht, Mollie in Ogden aufzusuchen.
Um Ogden zu erreichen, müssen die Gleise über Schnee gelegt werden, der unter dem Gewicht nachgibt. Bei einem Unfall wird der Lokomotivführer Monahan getötet. Dennoch kann die Union Pacific das Wettrennen nach Ogden gewinnen. Als der letzte Streckennagel eingeschlagen wird, erschießt Campeau, der Jeff töten will, irrtümlich Dick. Jeff ist nichtsahnend ohne Waffe unterwegs, Campeau wird schließlich von Leach erschossen.

## Hintergrund
Das Budget von Union Pacific betrug rund eine Million US-Dollar, was damals eine überdurchschnittliche Summe war. Drehorte waren unter anderem Cache in Oklahoma, Cedar City in Utah, Council Bluffs in Iowa, Kanab in Utah und Stockton in Kalifornien. Die Produktion des Films erfolgte in der typischen großzügigen Art DeMilles, wobei er sich der Unterstützung der Union Pacific Railroad versichern konnte, die dem Produktionsteam Konstruktionspläne, Lokomotiven und Waggons zur Verfügung stellte. Eine mehrere Meilen lange Gleisanlage wurde in Utah gebaut, die so groß war, dass Paramount eine Eisenbahnlizenz erwerben musste. DeMille war nach Fertigstellung des Films der Privatmann mit dem meisten Eisenbahnmaterial in den USA. Ebenso zum typischen DeMille-Stil gehörte der Nachbau der Stadt Cheyenne. Für den Überfall der Indianer wurden Hunderte von Navajos engagiert. Der im Film gezeigte goldene Nagel (Iron Strike) war das Original, das von der Stanford University ausgeliehen wurde.
Für seinen letzten Schwarzweißfilm wurde Regisseur DeMille, der sich vor den Dreharbeiten einer Operation unterziehen musste, auf einer Trage zu den Drehorten gebracht. Für die Überwachung der Kameraeinstellungen, die mittels Kränen vorgenommen wurden, musste eine spezielle Plattform gebaut werden.
Das Szenenbild stammte von Roland Anderson und Hans Dreier. Als Regieassistent arbeitete unter anderem auch Charles Barton, der später eine Karriere als Hauptregisseur hatte. Zahlreiche Nebenrollen wurden passend zum großen Budget mit bekannten Schauspielern besetzt. So spielten unter anderem Regis Toomey, Ward Bond, Lon Chaney jr., Monte Blue, Iron Eyes Cody, Max Davidson, Richard Denning, Will Geer, Elmo Lincoln, Walter Long, Nestor Paiva, Cyril Ring und Joe Sawyer kleine Rollen, die teilweise noch nicht einmal im Abspann erwähnt wurden.
Der Film feierte am 27. April 1939 in Omaha in Nebraska, dem Ausgangspunkt der Union Pacific Railroad und gleichzeitigem Unternehmenssitz, unter großem Aufwand seine Premiere. Drei Tage lang wurden DeMille und seine Stars per Zug, gezogen von einer Originallok, durch die Staaten gezogen und machten werbewirksame Stops. Partys und Paraden wurden dabei abgehalten, ebenso ein monumentaler Kostümball. Der Film startete im Premierenkino in Omaha durch einen Knopfdruck des Präsidenten Franklin D. Roosevelt. Nach der Premiere führten DeMille und seine Stars die Zugfahrt weiter, bis sie nach 15 Tagen die Ostküste erreichten. In Deutschland kam er 1939 in einer gekürzten Fassung unter dem Titel Die Frau gehört mir in die Kinos. Nach dem Zweiten Weltkrieg wurde er 1965 wieder aufgeführt. Am Ende des Films ist vor der Abblende ein moderner, von Diesellokomotiven gezogener Zug zu sehen. Die Lokomotiven entstammen offensichtlich der EMD E-Serie, die ab 1937, zunächst in kleiner Stückzahl, produziert wurde und nach dem Zweiten Weltkrieg zusammen mit der EMD F-Serie das erste kommerziell erfolgreiche Baumuster für Diesellokomotiven war.

## Kritiken
Das Lexikon des internationalen Films schrieb, der Film sei ein „groß angelegter patriotischer Western“ mit spektakulären Actionszenen, insgesamt sei es damit überdurchschnittliche Kinounterhaltung. Frank S. Nugent von der New York Times bezeichnete den Film bei seiner Premiere 1939 als ganz prima, farbenprächtig, spektakulär und von ausgezeichneter Herkunft. Die Variety benannte den Film grundlegend als Super-Western. Der Evangelische Film-Beobachter vertrat die Auffassung, der Film sei gut anzusehen und schon für Jugendliche ab 14 Jahren ebenso spannend wie interessant.
Katja Nicodemus hob die Bedeutung der physischen Präsenz der Hauptdarstellerin hervor: „Was für ein Auftritt! Freihändig steht sie auf dem dahinrasenden Brennholzwagen, die Haare wehen im Wind, ihr Lachen ist herausfordernd und ihr Blick halb in die Ferne gerichtet. Barbara Stanwyck in Union Pacific, das ist der Geist der Eisenbahn in einem weiblichen Körper. In der Einstellung ist alles zusammengefasst, worum es in diesem Film geht: Eine Landschaft, die bezwungen, und eine Frau, die erobert werden will.“

## Auszeichnungen
Farciot Edouart, Gordon Jennings und Loren L. Ryder erhielten 1940 eine Oscar-Nominierung in der Kategorie Beste visuelle Effekte. 1975 wurde der Film mit dem Western Heritage Award bedacht.
Der Film sollte im Wettbewerb der erstmals veranstalteten Internationalen Filmfestspiele von Cannes 1939 gezeigt werden, die aber aufgrund des deutschen Überfalls auf Polen nicht stattfinden konnten. 2002 fand bei den 55. Filmfestspielen eine Retrospektive statt, bei der die Wettbewerbsfilme aus dem Jahr 1939 gezeigt wurden. Eine Jury vergab anschließend ehrenhalber rückwirkend den Hauptpreis der Goldene Palme 1939 an Union Pacific.

## Synchronisation
Der Film lief im September 1939 in den deutschen Kinos an. Er gehörte damals zu den wenigen US-Produktionen, die noch in Deutschland gestartet wurden. Die seinerzeit angefertigte Synchronfassung war 30 Minuten kürzer als die US-Fassung. Sie kam 1947 in den alliierten Besatzungszonen nochmals zum Einsatz. 1965 wurde der Film im Zuge einer Wiederaufführung nochmals synchronisiert.
| Rolle               | Darsteller       | Synchronsprecher (1939) | Synchronsprecher (1965) |
| ------------------- | ---------------- | ----------------------- | ----------------------- |
| Mollie Monahan      | Barbara Stanwyck | Till Klokow             | Claudia Brodzinska      |
| Captain Jeff Butler | Joel McCrea      | Fritz Ley               | Michael Cramer          |
| Dick Allen          | Robert Preston   | Oskar Schättiger        | Peer Schmidt            |
| Bankier Barrows     | Henry Kolker     | C. W. Burg              | Klaus W. Krause         |
| Dr. Harkness        | Stanley Andrews  | Otto Henning            | Paul Wagner             |

Auf der von Koch Media im Jahre 2017 für den deutschsprachigen Markt veröffentlichten Blu-ray sind beide Schnitt- und Synchronfassungen enthalten.